# Rob Reiner
Robert Reiner (* 6. března 1947) je americký herec, režisér, producent a aktivista.
Jako herec se Reiner proslavil jako Michael "Meathead" Stivic, zeť Archieho a Edith Bunkerových (které hráli Carroll O'Connor a Jean Stapleton), v sitcomu All in the Family. V sedmdesátých letech za tuto roli získal dvě Emmy Awards. Mezi jeho nejznámější režisérské počiny patří Hraje skupina Spinal Tap (1984), Stand By Me (1986), The Princess Bride (1987), When Harry Met Sally... (1989), Misery (1990)) nebo A Few Good Men (1992). Studoval na UCLA Film School.

## Filmografie
| - Enter Laughing – herec (1967) - Halls of Anger – herec (1969) - Where's Poppa? – herec (1970) - Summertree – herec (1971) - Fire Sale – herec (1977) - The Jerk – herec (1979) - Hraje skupina Spinal Tap – herec/režisér/scenárista (1984) - The Sure Thing – režisér (1985) - Stand by Me – režisér (1986) - The Princess Bride – režisér/producent (1987) - Throw Momma from the Train – herec (1987) - When Harry Met Sally... – režisér/producent (1989) - Postcards from the Edge – herec (1990) - Misery – herec/režisér/producent (1990) - A Few Good Men – režisér/producent (1992) - Sleepless in Seattle – herec (1993) - North – režisér/producent (1994) - Bullets Over Broadway – herec (1994) - For Better or Worse – herec (1995) - Americký prezident – režisér/producent (1995) - Bye Bye Love – herec (1995) - Ghosts of Mississippi – režisér/producent (1996) - The First Wives Club – herec (1996) - Primary Colors – herec (1998) - EDtv – herec (1999) - The Story of Us – herec/režisér/producent (1999) - Alex & Emma – herec/režisér/producent (2003) - Dickie Roberts: Former Child Star – herec (2003) - Co je šeptem... – režisér (2005) - Everyone's Hero – herec – hlas (2006) - The Bucket List – režisér/producent (2007) - Flipped – režisér/producent/scenárista (2010) - The Magic of Belle Isle – režisér/producent (2012) - Vlk z Wall Street – herec (2013) - And So It Goes – režisér/producent (2014) | - The Mothers-In-Law – režisér (1967) - Batman – poslíček (1967) - The Smothers Brothers – scenárista (1967) - The Andy Griffith Show – copyboy (1967) - Gomer Pyle, U.S.M.C. – hippie (1969) - The Beverly Hillbillies – Jethroův protestující kamarád (1969) - The Partridge Family – had (1971) - All in the Family – Michael Stivic (1971–1978) - The Super – spolutvůrce a scenárista (1972) - The Rockford Files – Larry 'King' Sturtevant (1974) - The Odd Couple – Sheldn, Myrnin přítel (1974) - Free Country – Joseph Bresner (1978) - Archie Bunker's Place – Michael Stivic (1979) - Saturday Night Live – sám sebe (1975) - The $10,000 Pyramid – sám sebe (1973) - Happy Days – spoluscenárista první epizody (1974) - Likely Stories: Vol. 1 – režisér (1981) - Million Dollar Infield (1982) - It's Garry Shandling's Show – sám sebe (1986–1990) - Morton & Hayes – vypravěč (1991) - The Larry Sanders Show – sám sebe v epizodě "Doubt of the Benefit" (September 1994) - Curb Your Enthusiasm – série 2, epizoda 5 (sám sebe) (2001) - Simpsonovi – sám sebe "Million Dollar Abie" (2006) - Studio 60 on the Sunset Strip – sám sebe (2006) - Hannah Montana – sám sebe (2009) - Kouzelníci z Waverly – sám sebe (2009) - Studio 30 Rock – sám sebe (2010) - Real Time with Bill Maher – host (2010, 2012 and 2013) - New Girl – Parents (2012) - New Girl – Winston's Birthday (2013) |